# Trogatha
Trogatha là một chi bướm đêm thuộc họ Noctuidae.